# 대한민국 민법 제400조
대한민국 민법 제400조는 채권자지체에 대한 민법 채권법 조문이다.

## 조문
제400조(채권자지체) 채권자가 이행을 받을 수 없거나 받지 아니한 때에는 이행의 제공있는 때로부터 지체책임이 있다.

第400條(債權者遲滯) 債權者가 履行을 받을 수 없거나 받지 아니한 때에는 履行의 提供있는 때로부터 遲滯責任이 있다.

## 사례
수령 甲은 자신의 외동딸 결혼식을 위해 은 구두장인 乙에게 시가 1억원의 최고급 유리구두 제작을 의뢰하고 계약금 1천만원, 중도금 8천만원, 잔금 1천만원에 계약을 하였다. 甲는 구두제작이 어느 정도 진행되던 중 가격이 터무니없이 비싸다는 이유로 乙이 가격을 깎아주지 않는한 중도금을 지급할 수 없다며 중도금지급기일에 중도금을 지급하지 않았다. 이 경우 정당한 이유없이 수령을 거절하였으므로 이는 수령지체에 해당한다

## 판례
- 민법 제400조 소정의 채권자지체가 성립하기 위해서는 민법 제460조 소정의 채무자의 변제 제공이 있어야 하고, 변제 제공은 원칙적으로 현실 제공으로 하여야 하며 다만 채권자가 미리 변제받기를 거절하거나 채무의 이행에 채권자의 행위를 요하는 경우에는 구두의 제공으로 하더라도 무방하고, 채권자가 변제를 받지 아니할 의사가 확고한 경우(이른바, 채권자의 영구적 불수령)에는 구두의 제공을 한다는 것조차 무의미하므로 그러한 경우에는 구두의 제공조차 필요 없다고 할 것이지만, 그러한 구두의 제공조차 필요 없는 경우라고 하더라도, 이는 그로써 채무자가 채무불이행책임을 면한다는 것에 불과하고, 민법 제538조 제1항 제2문 소정의 '채권자의 수령지체 중에 당사자 쌍방의 책임 없는 사유로 이행할 수 없게 된 때'에 해당하기 위해서는 현실 제공이나 구두 제공이 필요하다(다만, 그 제공의 정도는 그 시기와 구체적인 상황에 따라 신의성실의 원칙에 어긋나지 않게 합리적으로 정하여야 한다).[2]

- 민법 제400조의 ‘채권자지체’가 성립하기 위해서는 귀책사유가 필요하지 않고, 그 효과로서 원칙적으로 민법에 규정된 제401조 내지 제403조, 제538조 제1항만을 인정하고 있다[3].

## 같이 보기
- 채권법
- 민법 제460조 이행의 제공
- 민법 제461조 이행의 제공